# Pueblos indígenas de Oaxaca
Tras el triunfo de la Revolución, varios pensadores consideraron que México era una nación mestiza, y entonces las baterías se dirigieron a asimilar a los indígenas a la cultura nacional. Las consecuencias fueron la reducción en términos absolutos y relativos de las personas que hablaban lenguas indígenas.
Este es el único criterio que se ha empleado para determinar la cantidad de indígenas en el país y por ende, en Oaxaca. Sin embargo, ha sido criticado, puesto que la identidad étnica no está dada solo por la identidad lingüística. En un país con tal mezcolanza es demasiado complejo determinar el verdadero origen étnico y racial de los individuos.
Por ello, las cifras ofrecidas por el Instituto Nacional de Geografía, Estadística e Informática (INEGI) y la Comisión Nacional para el Desarrollo de los Pueblos Indígenas o CDI (anteriormente el Instituto Nacional Indigenista INI) son divergentes. Para el primero, la población indígena nacional es de alrededor de 6% del total, en tanto que para la segunda, la proporción oscila entre 10 y 14%. En la página web de la CDI la cifra ofrecida por la institución es de 10 220 862 indígenas en el país en el año 2000, lo que constituiría cerca del 11% de la población mexicana. Los criterios empleados por la CDI para su cálculo incluyen, además del lingüístico, el lugar de origen, la identidad étnica de uno o ambos padres, la asunción individual de la identidad indígena, entre otros.
El último censo disponible que identifica a las etnias no solo por su carácter lingüístico, fue el realizado en 1921. Este censo indica que el estado estaba formado por un 69,17% indígena, siendo en aquel entonces el que contaba con la mayor proporción de este sector. También contaba con un 28,15% Mestizo y apenas un 2,68% Blanco. Se estima que en la actualidad el sector mestizo ha aumentado en cuanto el sector indígena proporcionalmente ha disminuido
La CDI actualmente reconoce 65 grupos étnicos, además del mestizo, distinguidos entre sí sobre la base del criterio lingüístico. Oaxaca es la entidad con mayor diversidad étnica y lingüística de México.
En el actual territorio oaxaqueño conviven 18 grupos étnicos de los 65 que hay en México: 

## Pueblos Otomanges
- Mixtecos, 
  - tacuates,
  - cuicatecos,
  - amuzgos,

- zapotecos.
- chocholtecos
- ixcatecos,
- mazatecos,
- chinantecos,
- chatinos,
- triquis,

### Mixtecos o Ñuu sávi
Los Ñuu sávi (Pueblo de la lluvia en mixteco) son la segunda etnia más grande de Oaxaca. Se distribuyen en Oaxaca en la parte oeste del territorio, colindante con Puebla y Guerrero. El territorio mixteco se divide en Mixteca Alta, Mixteca Baja y Costa, según su altitud. Son el cuarto grupo indígena más numeroso del país y el segundo a nivel estatal. El número de hablantes de idioma mixteco (Tu'un sávi) se calcula en Oaxaca 242 049 personas.
Los mixtecos de Oaxaca tienen diversas artesanías, como los sombreros de palma y el tejido de pozahuancos con grana cochinilla, azul añil y caracol púrpura, esta última realizada por los mixtecos de Pinotepa de Don Luis. 
La migración es fuerte entre los mixtecos, se calcula que 100.000 de ellos viven en Estados Unidos y hay poblaciones importantes en Distrito Federal, Sonora, Sinaloa y Baja California.

### Mazatecos o Ha shuta enima
Ha shuta enima significa en lengua mazateca "los que trabajamos el monte, humildes, gente de costumbre". Viven sobre todo en la región de la Cañada y el Papaloapan, al norte del estado.
En 1950, cuando se construyó la Presa Miguel Alemán, varios pueblos mazatecas (cerca de 80 poblados) fueron desalojadas por el gobierno mexicano, debido a la inundación que causaría la presa, esto significó el abandono de sus hogares de más de 20.000 mazatecos; dispersándolos y rompiendo la unidad de identidad que tenían como pueblo. En la región serrana que lleva el nombre de la etnia crecen varias especies de hongos alucinógenos, los Ha shuta enima los llaman nti si tho; nti es un diminutivo de respeto y afecto; si tho significa "el que brota". María Sabina pertenecía a esta etnia. 
El mazateco es una lengua tonal, otomangueana y se calcula que 164 673 personas la hablan en Oaxaca.

### Chinantecos o Tsa ju jmí'
El grupo étnico Tsa ju jmí' (gente de palabra antigua), ubicado al norte del estado colindante al estado de Veracruz, colindante al oeste con el territorio mazateco, fundamentalmente en la región del Papaloapan. Poseén una identidad étnica bien establecida, a pesar de no hablar un solo idioma (existen cinco macrovariantes dialectales), se reconocen como hablantes de uno solo. Aproximadamente hay en Oaxaca 102 738 hablantes de chinanteco con trece variantes dialectales.
La chinantla es una de las regiones más biodiversas de Oaxaca y de México, alberga bosques de 22 millones de años. Fue en esta fértil región, donde se ubicó, durante el porfiriato, el latifundio de Valle Nacional. 
Al igual que los Mazatecos, los Chinantecos se han visto afectado por obras hidroelécticas, en este caso por la Presas Miguel Alemán y Cerro de Oro, cuando en 1974 aproximadamente 26 mil chinantecos se vieron obligados a cambiar su lugar de residencia por las inundaciones causadas por estas presas.

### Chatinos o Kitse cha'tnio
Los Chatinos o Kitse cha'tnio viven al sur del estado, aproximadamente en la zona serrana de la región Costa; especialmente en el distrito de Juquila. Además de Cha'tnio se denominan cha'tña y tasa'jnya según el pueblo al que pertenezcan. La lengua de los chatinos se divide en cuatro variantes dialectales y forma parte del grupo Otomangue, por lo que es una lengua tonal. Los chatinos son autóctonos de Oaxaca, y en el estado viven unos 60.000 chatinos (CDI 2002), de los cuales aproximadamente 40.000 hablan alguna de las variantes dialectales.

### Triquis (síí chihanj, sií xìyànj-an)

Mariposas triquis, bordado tradicional de los huipiles tinujei

Los triquis se encuentran al occidente de la entidad, enclavados en la Mixteca. Viven principalmente en el municipio autónomo de San Juan Copala (zona baja), San Martín Itunyoso, San Andrés Chicahuaxtla y Santo Domingo del Estado (zona alta). Son una de las etnias con mayor porcentaje de hablantes, cerca del 80% de los casi 30.000 triquis hablan alguna variante de su lengua (CDI 2002). Los ancianos son prácticamente monolingües y algunos, por la situación de enclave de su territorio, hablan también Mixteco. Los triquis practican la Naà nùgwàhàn-an o "milpa en compañía", que es una forma de cosechar la tierra en comunidad, aproximadamente de 20 a 30 familias. Esta tradición mantiene la unidad dentro de la etnia triqui.
En los 50's los triquis se organizaron para formar el Movimiento de Unificación y Lucha Triqui (MULT), que luchaba por democratizar el ejercicio del poder en la región, entre otras cosas. En 2003 se convierte en el Partido Unidad Popular (PUP) y algunos exintegrantes del MULT se separaron y formaron el Movimiento de Unificación y Lucha Triqui Independiente (MULTI), que tiene una importante participación en la Asamblea Popular de los Pueblos de Oaxaca. Son tradicionales de la etnia los huipiles rojos y sus bordados multicolores conocidos como mariposas.

### Cuicatecos o Nduudu yu
Los Nduudu yu habitan en la zona norte de Oaxaca, en la región de la Cañada, específicamente en el distrito de Cuicactlán. El territorio de los Nduudu yu se divide en dos: La serranía y la Cañada. Solo uno de los 9 municipios con presencia cuicateca se rige bajo el sistema de partidos, los demás lo hacen bajo usos y costumbres
Según el CDI en 2005 pertenecían a esta etnia 22 984 personas, de las cuales 65.6% hablan la lengua cuicateca. El Cuicateco es una lengua otomangue, emparentada con el mixteco y el triqui.

#### Localización
Los cuicatecos actualmente se sitúan al noroeste de Oaxaca, ocupando un área aproximada de 8,400 km², su territorio incluye los municipios de Concepción Papalo, San Juan Tepeuxila, Santa María Tlalixtac, San Pedro Teutila, San Andrés Teotilalpam, San Francisco Chapulapa, Santiago Huaclilla, San Juan Bautista Cuicatlan y Santiago Nacaltepec.

#### Lengua
El cuicateco pertenece al grupo otomangue, tronco savizaa, familia mixteca. Según Nolasco (1972) el Instituto Lingüístico de Verano ha registrado solo dos variantes dialectales del cuicateco. Según Basauri (1990), el cuicateco es una lengua polisintética, es decir, cuenta con raíces en torno a las cuales se agrupan otras palabras y partículas para matizar el significado. Podría conjeturarse que el cuicateco es una lengua especialmente musical, o que los antiguos moradores del lugar eran especialmente aficionados al canto, ya que, en náhuatl, Cuicatlan quiere decir “lugar del canto”.

### Amuzgos o Tzjon Non
No se dispone de información relativa a la procedencia de los amuzgos. Se sabe, sin embargo que, hacia los primeros años de la conquista, en la región que actualmente ocupan, habitaban también hablantes de otras lenguas: mexica, lapaneca, ayacasteca, guatzapoeca, cuauyteca (esta última al parecer, una variante dialectal del mixteco, actualmente extinta.

#### Localización
Los amuzgos se ubican en el Sureste de Guerrero, así como en los municipios de Ometepec, Tlacoachistlahuaca, San Pedro Amuzgos, y Santa María Ipalapa en el estado de Oaxaca. 

#### Lengua
El amuzgo pertenece al grupo otomangue, tronco savizaa, familia mixteca. Estando íntimamente emparentado con el mixteco, cuicateco y triqui. Es una lengua de difícil pronunciación, por tener agrupamiento de consonantes al principio de las palabras. Al igual que el triqui, sus raíces son monosilábicas. Existen pequeñas variaciones dialectales que no imposiblitan la mutua comprensión de sus hablantes. 

### Distribución
En 1980 de los 18,659 amuzgos registrados en todo el país, 2,168 vivían en Oaxaca, mismos que constituyeron el 12% del total nacional de la población chatina. Y constituyeron el 0.1% con respecto al total de población del estado.

### Chochos o Chocholtecos o Runixa ngiigua

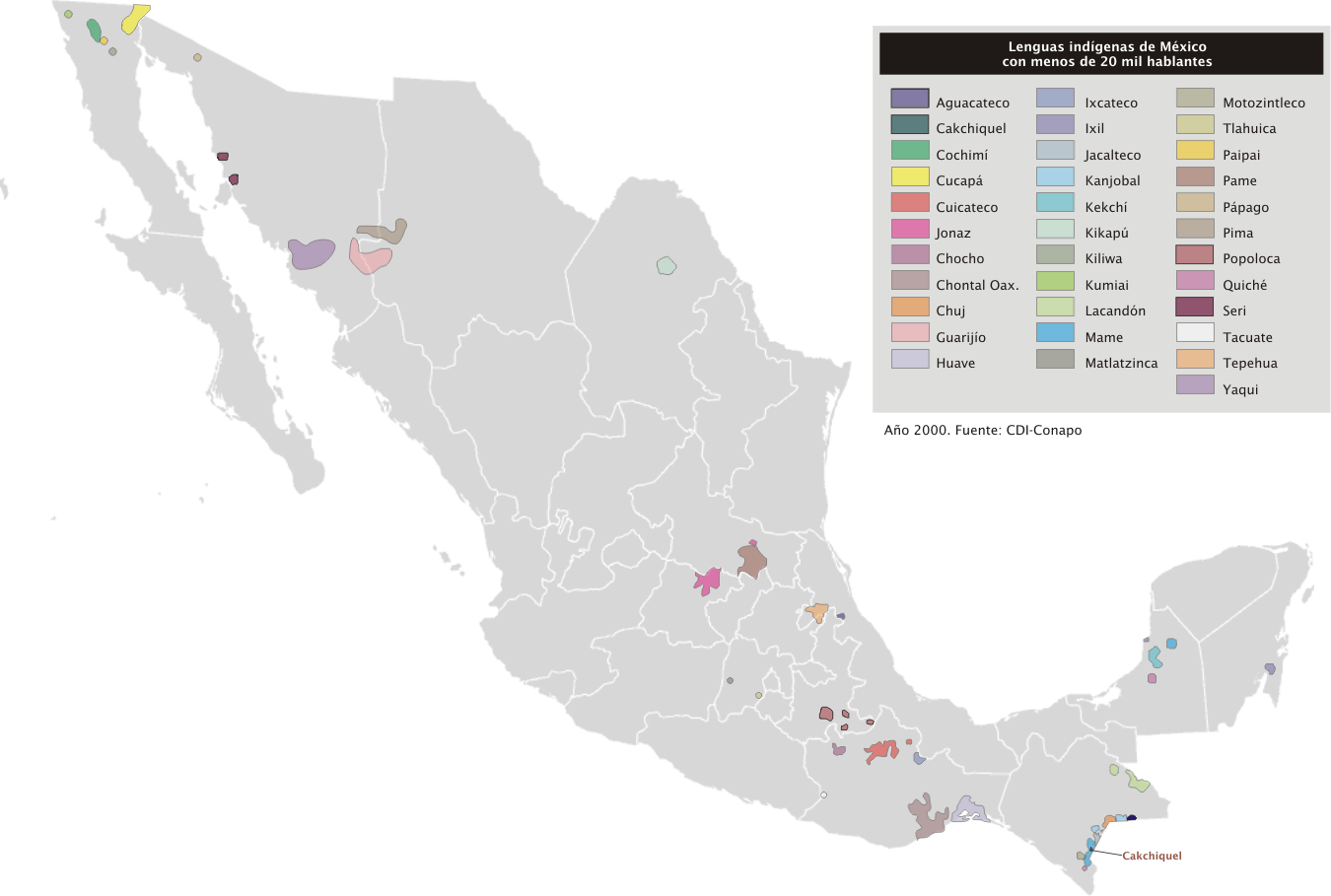
Mapa de localización de las lenguas indígenas mexicanas con menos de 20.000 habitantes

La historia del pueblo chocho, chochon o chocholteca, esta deficientemente documentada tanto en los códices, como en las crónicas de los conquistadores. En la región que actualmente ocupan se localizan varios sitios arqueológicos de cierta importancia: buena Vista, Calpulapan, Coixtlahuaca, Xochistlahuaca, Tlacotepec, etc. 

#### Localización
Los chochos se localizan en un territorio bastante pequeño y accidentado, en la zona norte de la mixteca alta, colindante con Puebla, especialmente en los ex distritos Oaxaqueños de Coixtlahuaca y Teposcolula. Su territorio abarca parte de las sierras de Teposcolula y Tamazulapan, que conforman el nudo mixteco.

#### Lengua
Los especialistas coinciden en afirmar que el chocho se encuentra lingüísticamente emparentado con el popoloca, el ixcateco y el mazateco. Así hoy, pertenece al grupo otomangue, tronco savizaa, familia mazateco-popoloca. Como todas las lenguas de esta familia, es un idioma tonal, es decir, que una misma palabra pronunciada con una especial entonación de la voz tiene un significado diferente.

#### Distribución
En 1980 de los 12,310 chochos registrados en todo el país, 1,912 vivían en Oaxaca, mismos que constituyeron el 16% del total nacional de la población chatina. Y constituyeron el 0.21% con respecto al total de población del estado.

### Zapotecos
Los zapotecos o zapotecas son un pueblo indígena de México. La población zapoteca se concentra principalmente en el estado sureño de Oaxaca y sus estados vecinos. La población actual se estima en alrededor de 800.000 personas, muchas de las cuales hablan su idioma, aunque la mayoría son bilingües con el español. En la época precolombina la cultura zapoteca fue una de las principales culturas de Mesoamérica, llegando a desarrollar un sistema de escritura (ver escritura zapoteca). Parece que los vestigios de Monte Albán, al menos los más recientes, pueden atribuirse a pueblos zapotecas.
Muchas personas de ascendencia zapoteca han emigrado a los Estados Unidos durante varias décadas, y han conseguido mantener sus propias tradiciones en Los Ángeles y la zona del Valle Central de California.

### Localización
El pueblo zapoteco es el más numeroso en Oaxaca. Actualmente se encuentra dividido en cuatro grandes regiones Valles Centrales, Zapotecos de la Sierra Norte o Juárez Y Sur y Zapotecos del Istmo de Tehuantepec.

### Lengua
Su idioma está clasificado en el grupo Otomague, tronco Savizaa, familia zapoteca y tiene más de 14 variantes dialectales en las montañas, los valles y el istmo

## Otros pueblos
- mixes y zoques,
- huaves,
- nahuas,
- Mayas chontales y en menor medida tsotsiles.
- afromexicanos de la costa chica de Oaxaca;[11] que en conjunto superan el millón de habitantes -más del 32% total- distribuidos en 2.563 localidades.[12]

- Zoques de Oaxaca o Angpøn

- Nahuas

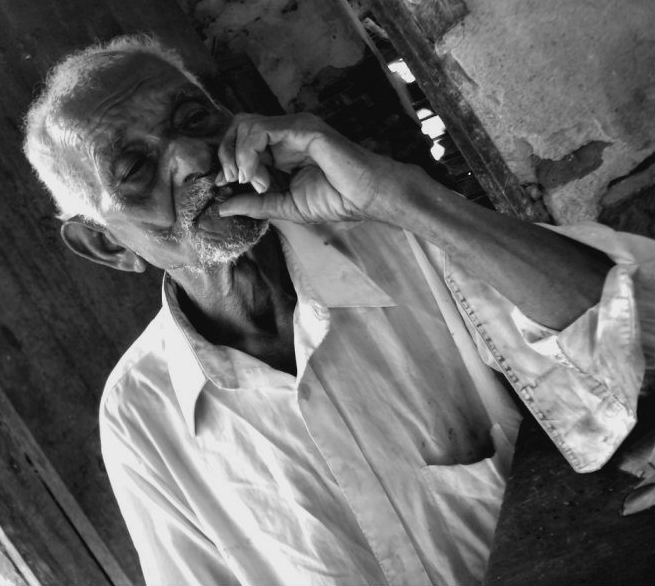
Habitante afromexicano de la Costa Chica de Oaxaca

En Oaxaca habitan 9 158 nahuas, descendientes de las tribus nonoualcas
- Tacuates o Inyu

- Ixcatecos o Mero ikooa

- Afromexicanos

- Tzotziles o Batzil K´op

### Mixes o Ayuukjä'äy
Los mixes o Ayuukjä'äy (A palabra/idioma, yuuk montaña/florido y yä'äy gente/ muchedumbre: "gente del idioma florido") viven en el centro/noreste del estado, principalmente en la región Sierra Norte. A la región montañosa mixe se le conoce como "Sierra Mixe". El idioma ayuuk pertenece a las lenguas mixe-zoqueanas, junto al Zoque y Popoluca. Los hablantes de mixe en Oaxaca se estiman en 103 089 personas. Se cree que son descendientes de los Olmecas. Durante la conquista de México, los mixes, por su ubicación en la serranía, nunca pudieron ser conquistados militarmente, por lo que los españoles utilizaron la evangelización.

#### Localización
Los mixes actualmente habitan en el noroeste de Oaxaca, cerca de los límites con Veracruz. Su territorio consta de tres regiones bien diferenciadas: la alta, con elevaciones superiores a los 1,500 metros sobre el nivel del mar, en las cercanías del Zempoaltepetl, el cual es el punto más alto del estado con clima frío; la región media, con elevaciones que van desde los 800 a los 1,500 m s. n. m., clima templado; y la región baja, con alturas inferiores a los 800 m s. n. m. y un clima cálido lluvioso. El área mixe, en su conjunto, es bañada por los afluentes de tres ríos importantes: el Coatzacoalcos, el Tehuantepec y el Papaloapan. 

#### Lengua
El idioma mixe, o ayöök, está emparentado lingüísticamente con el zoque y el popoloca los que agrupados, forman el tronco zoque maya. El Instituto Lingüístico de Verano ha identificado 6 variantes dialectales del mixe: el mixe de Camotlán, el del sur de Coatlán, el del este, el de Juquila, el occidental de Tlahuitoltepec y el de Totontepec. Para Beals, únicamente hay tres dialectos al interior del mixe: el de Totontepec, el del norte y el del Istmo. Nolasco (1972) por su parte señala que hay, al menos tres variantes dialectales del mixe ininteligibles entre sí.

#### Distribución
En 1980 de los 74,083 mixes censados, 69,476 vivían en Oaxaca, mismos que constituyeron el 94% del total nacional de la población mixe y constituyeron el 3% con respecto al total de la población de todo el Estado.

### Huaves o  ikoots
Los ikoots (nosotros en su lengua) son habitantes de la región litoral del Golfo de Tehuantepec. Su cultura está íntimamente ligada al mar, al grado que los zapotecos para referirse a los ikoots usaron la denominación huave  que significa "gente que se pudre en la humedad". En 2002 se censaron 20 528 personas de la etnia, de las cuales aproximadamente un 70% hablan la lengua (Ombeayiüts). El huave es una lengua aislada, se desconoce su origen, aunque se le ha intentado atribuir, sin éxito, orígenes sudamericanos. También ha sido relacionado con las lenguas penutíes por Swadesh. Los ikoots, basados en una crónica del siglo XVI, se cree que proceden de Perú o Nicaragua, la crónica dice que un fraile nicaragüense pudo comprender un diálogo en huave entre un sacerdote y su criado. 
Se dedican principalmente a la pesca de camarón en las lagunas marinas del golfo de Tehuantepec, los hombres lo pescan y las mujeres lo venden.
Los montang ombas “Persona de Gran Sabiduría”, son un grupo de ancianos y personas distinguidas, que tienen un importante peso en las decisiones de la comunidad

### Chontales de Oaxaca o Slijuala xanuk
Los Slijuala xanuk (Habitante de la montaña) se localizan en la zona este de la región Istmo, también en la zona colindante de esta región y la Costa. El área chontal se divide en dos: La que está en las laderas de la Sierra "tequistlatecos", y a la de la costa; hablantes de la variante dialectal huamelulteca, ininteligible con el dialecto de la sierra o tequistlateco.
Chontal significa en nahuatl "extranjero". El nombre mestizo de la etnia (Chontal) puede hacer referencia a otro grupo: el de los Chontales de Tabasco; lo cual es motivo de confusiones, incluso en las encuestas del INEGI y del CDI. La lengua de los chontales de Oaxaca es presumiblemente una lengua hokana, originaria del norte del país, aunque la tradición oral de los Slijuala xanuk menciona que ellos llegaron del sur. En Oaxaca viven unos 13 342 Slijuala xanuk, de los cuales casi el 40% habla su lengua.